# Motorvägar i Norge

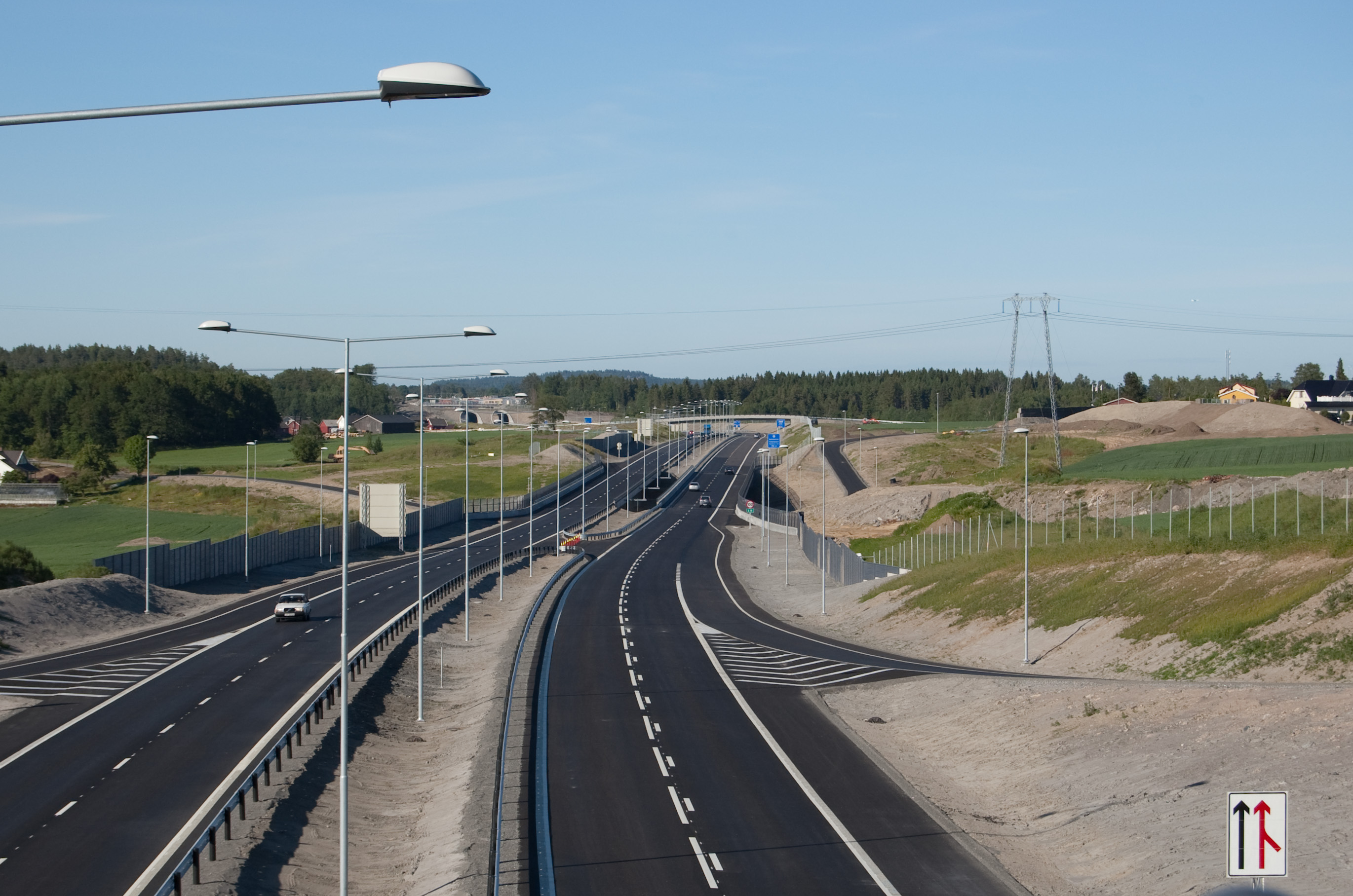
Norsk motorväg, E18 utanför Larvik.

I Norge fanns det per april 2023 cirka 620 km motorvägar i landet och cirka 447 km motortrafikled, planerade och oavslutade vägar ingår inte. Anledningen till den ganska måttliga mängden är det glest befolkade landet och den bergiga naturen som gör det dyrt att bygga vägar, och som har skapat en tradition av smala vägar. Trots detta byggs vägnätet ut en hel del. E6 från Oslo ner till Svinesund utgör Norges förbindelse med motorvägsnätet i övriga Europa. I övrigt byggs motorvägar även norrut. Även motortrafiklederna byggs ut. De nya vägarna kräver ibland långa tunnlar som ofta är dyra att bygga. År 2009-2010 knöts de tre motorvägarna ut från Oslo ihop och bildade ett motorvägsnät (även om det finns korta sträckor i Oslo som är utformade som motorväg men inte skyltade som det). Typiskt för motorvägarna i Norge är att de till stor del är försedda med vägbelysning, även om andelen minskat under 2010-talet när mer motorväg byggts längs E6 och E18 utanför Osloregionen. Det är egentligen bara Belgien, Storbritannien och Nederländerna som har vägbelysning i samma omfattning som Norge.
Det byggs dock motorvägar. Flera är byggda efter millennieskiftet, och flera byggs eller ska byggas. Före millennieskiftet byggdes en del motortrafikleder men bara i enstaka fall motorvägar. På senare år byggs vissa motortrafikleder om till motorvägar på grund av höga olyckstal på många hårt trafikerade motortrafikleder, till exempel Oslo-Lillehammer.[källa behövs]
Innan 2006 kallades motortrafikleder i Norge för "motorvei klasse B" och motorvägar för "motorvei klasse A". Detta skapade dock många missförstånd och många kartböcker visade motortrafikleder som motorvägar, vilket fick många att tro att Norge hade fler motorvägar än de hade. Detta ändrades dock 2006 i Stortinget. Motortrafikleder kallas nu för "Motortrafikkvei", ett begrepp hämtat från danskan.
Norge har ingen särskild standard- hastighetsgräns för motorvägar, utan den är 80 km/h som för landsvägar. Oftast skyltas dock 100 eller 110 km/h, även om 80 och 90 förekommer.
Typiskt för motorvägarna i Norge är att de till mycket stor del är försedda med vägbelysning. Det är egentligen bara Belgien, Storbritannien och Nederländerna som har vägbelysning i samma omfattning som Norge. Men dessa tre länder är betydligt mer tätbefolkade. Sålunda är E6 Svinesund–Kløfta och E18 Ski–Sandefjord belysta, medan nyare motorvägssträckor på landbygden längre från Oslo inte är det.

## Motorvägssträckor i Norge

Motorvägar i blått och motortrafikleder i grönt

### E6
- (Sverige)/Svinesund – Oslo/Klemetsrud (104 km)
- Oslo/Klemetsrud – Oslo/Ulvensplitten (9 km) korsningsfri fyrfältsväg, men inte skyltad motorväg.
- Oslo/Ulvensplitten – Moelv (146 km)
- Moelv - Øyer (43 km, under planering, klar före 2030)
- Ulsberg – Vindåsliene (25 km, under planering, klar ca. 2025)
- Midtre Gauldal/Håggåtunnelen – Midtre Gauldal/Skjerdingstad (24 km): under planering
- Kvål – Trondheim/Tonstad (17 km)
- Ranheim – Værnes (23 km, under byggnad, klar 2025) [3]
- Kvithammar – Åsen (19 km, under byggnad, klar 2027)

### E16
- Kløfta – Brudalen vid Gardermoen (10 km). 5 km gemensamt med E6
- Åsane – Bergen (6 km), gemensam med E39
- Trengereid – Åsane (under planering)
- Hønefoss - Skaret (25 km) under planering
- Skaret – Bjørum (8,5km) under byggnad
- Bjørum – Sandvika (7,5 km)

### E18
- Momarken - Retvet (28 km)
- Retvet - Vinterbro (17 km): under planering
- Sandvika - Langangen (131 km)
- Langangen - Rugtvedt (ca 17 km): under byggnad
- Rugtvedt - Dørdal (16 km)
- Dørdal - Tvedestrand: under planering
- Tvedestrand - Arendal (22 km)
- Arendal - Grimstad: under planering
- Grimstad - Kristiansand (38 km)

### E39
- Kristiansand väst - Mandal norr (ca 25 km)
- Mandal norr - Lyngdal öst (ca 25 km): under planering
- Lyngdal öst–Lyngdal väst (ca 10 km): under byggnad
- Bue - Ålgård (ca 15 km): under planering
- Ålgård - Sandnes (Osli) (ca 15 km): under planering
- Osli - Hove (ca 3 km): under byggnad
- Sandnes - Stavanger norr (19 km)
- Stavanger norr - Bokn (ca 30 km): under byggnad, klar ca 2033
- Svegatjørn (Os) - Hop (Bergen) (ca 17 km)
- Bergen - Åsane (Vågsbotn) (6 km), gemensam med E16

### Riksväg 3
- Brenneriroa öst – Åkroken/Elverum (ca 14 km), gemensam med Väg 25

### Riksväg 4
- Lunner/Roa–Gran (4 km): under byggnad, klar 2023
- Gran– Gran/Jaren (9,3 km)

### Riksväg 25
- Brenneriroa öst– Åkroken/Elverum (ca 14 km), gemensam med Väg 3

### Riksväg 159
- Karihaugen - Lillestrøm (12 km)

### Riksväg 190
- Alnakrysset (0,7 km)

### Riksväg 555
- Bergen centrum - Loddefjord (7 km)
- Loddefjord - Kolltveit (9 km) under byggnad

## Motortrafikleder

### E6
- Alnakrysset–Nordre Fjellhus (4 fält)(ca. 0,7 km)
- Ulven–Sørenga 4-6 fält)(ca. 7,5 km)
- Moelv–Tretten (65 km)
- Ringebu–Frya (klar ca 2029, ca. 10km)
- Frya–Sjoa (34 km)
- Sjoa–Otta (klar ca 2024, ca. 12 km)
- Vindåsliene–Korporalsbrua (ca. 6,5 km)
- Støren (ca. 7 km)
- Tonstad–Værnes (36 km)
- Gullberget–Skogn (ca. 13 km)
- Branes–Mule (ca. 6 km)

### E16
- Kløfta–Nybakk (4 fält) (10,4 km)
- Nybakk–Slomarka (4 fält) (ca. 33 km) under planering
- Slomarka–Kongsvinger (4 fält) (16,5 km)
- Eggemoen–Kalvsjø (15,7 km)
- Roa–Grua (5 km) gemensam med Rv. 4
- Elgtangen–Nedre Nes (ca. 6 km)

### E18
- Riksgränsen–Ørje (ca. 30 km)
- Vinterbro–Mastemyr (ca. 8 km)
- Operatunnelen (6 fält)(3,2 km)
- Langangen-Rugtvedt (Stathelle) (ca. 17 km)
- Dørdal (Bamble)–Sørlandsporten (Risør) (ca. 40 km)
- Arendal–Grimstad (ca. 22 km)

### E39
- Sandnes södra–Hove (ca. 3 km)
- Thamshavn (Orkanger)–Øysand (ca. 22 km)

### Riksväg 3
- Kolomoen (E6)–Brenneriroa öst (12 km)

### Riksväg 4
- Stryken–Roa (19 km) 5 km gemensam med E16
- Reinsvoll–Hunndalen (13 km)
- Skulhus– E6 (1 km)

### Riksväg 509
- Sømmevågen (Sola)–Jåttå (Stavanger) (5 km)

### Riksväg 555
- Loddefjord (Ca. 1 km)

### Riksväg 7
- Ørgenvika–Sokna (ca 17 km)

### Riksväg 706
- Nidelv bru/Trondheim - Grillstad/Trondheim (4 fält) (4,5 km)

### Fylkesväg 181
- Boksrudkrysset–Hammerstad (ca. 1 km)

### Fylkesväg 557
- Dolvik–Liavatnet (4 fält) (7,8 km)